# Kositar
Kositar je kemijski element atomskog (rednog) broja 50 i atomske mase 118,710(7). U periodnom sustavu elemenata predstavlja ga simbol Sn.
Kositar (od grč. naziva za mineral kasiterit; kassiteros) je srebrnobijela, veoma sjajna, elastična i mekana (tako reći plastična) kovina, niska tališta i visoka vrelišta. Kositar je važan metal u industriji i elektrotehnici.

## Povijest i osobine
Kositrovo otkriće i uporaba sežu čak u brončano doba (~ 2000. godine prije Krista). Rimljani su ga zvali stagnum od čega je nastao latinski naziv stannum.
Do 19. stoljeća korišten je i za izradu kuhinjskog posuđa, prije svega tanjura, zdjela te vrčeva za pivo, ali i sakralnih predmeta poput kaleža i piksida.
U prirodi ga nalazimo samo u spojevima, i vrlo rijetko u elementarnom stanju, uglavnom je vezan u mineralu kasiteritu (SnO2). Maseni udio u Zemljinoj kori mu je 3 x 10−3 %.
Kositar ima 10 prirodnih, stabilnih izotopa (maseni br. 112, 114 do 120 /najobilniji/, 122 i 124) i s dvadesetak radioizotopa. Nalazi se u dvjema stabilnim alotropskim modifikacijama: α-kositar (nemetalna siva; tzv. sivi kositar), a na temperaturi 13,2 °C prelazi u β-kositar (metalna bijela; tzv. bijeli kositar). U spojevima je dvovalentan i četverovalentan.
Postojan (stabilan) je na zraku i u vodi, čija se izložena površina prevuče zaštitnim čvrstim slojem (tankim filmom) oksida. Oksidira se vrućom vodenom parom, zrakom ili kisikom (iznad 1300 °C). Kositar i njegovi oksidi su amfoterni.

Otporan je na kemikalije, a u razrijeđenim se kiselinama otapa vrlo sporo, a u koncentriranima (dušična i klorovodična) i vrućim lužinama brže.

Izravno se spaja s halogenim i halkogenim elementima.

## Dobivanje
Dobiva se preradbom rude (minerala) kasiterita (SnO2) ili rabljenih kositrenih proizvoda. Zbog njegove važnosti približno četvrtina ukupne proizvodnje kositra se dobiva reciklažom kositrenih proizvoda.
Danas se proizvodi redukcijom oksida ugljikovim monoksidom iz koksa, a među glavnim su proizvođačima Kina, Indonezija i Malezija.

## Proizvodi
Na temperaturi nižoj od 13 °C metalna modifikacija prelazi polagano u  nemetalnu sivu, praškastu modifikaciju, a pri -40 °C naglo prelazi u sivi prah. Zbog te pojave kositreno posuđe s vremenom postaje neupotrebljivo (tzv. kositrena kuga), zato valja predmete čuvati pri temperaturama iznad 13,5 °C.
Pošto je korozijski otporan i neotrovan i vrlo mu je velika električna vodljivost i kao krutina i kao taljevina pa se najviše rabi za elektroplatiniranje (tj. za stvaranje tanke zaštitne prevlake na mnogim kovinama, osobito željeznim limovima (tj. čeliku)) i u prehrambenoj industriji za izradbu konzervi za hranu i limenki za piće (tzv. bijeli lim ili ambalažna folija). Na mjestu oštećene prevlake željezo jako korodira, pa je hrana iz tako oštećene limenke štetna po zdravlje, pa se sve više primjenjuju gdje mogu PET ambalaže.

### Slitine
Kositar je iznimno kovak, a rastaljen lako otapa mnoge metale, stvarajući slitine, tako je sastojak mnogih slitina koje služe kao zaštitne i ukrasne prevlake (npr. ukrasi za božićna drvca), meki lemovi i lako taljive slitine (slitine za lemljenje), klizni ležajevi (bijeli metali), vodootporne i protupožarne folije, slitine za izradbu posuđa - tvrdi kositar, različite bronce i drugih slitina poput britanske kovine, Woodove slitine.
- Slitina kositra, zlata i germanija koristi se za lemljenje plemenitih metala u zubotehnici.
- Tzv."bijeli lim" je naziv za željezni lim presvučen s kositrom.
- Metal za cijevi orgulja, slitina je olova i kositra, što je  više olova  u slitini zvuk je dublji, što više  kositra viši.

Staniol (njem. Stanniol < lat. stagnolo: listić kositra, prema stagno: kositar < lat. stagnum: mješavina srebra i olova) je naziv za tanke srebrnaste limove (folije), tzv. staniol-folije kositra, proizvedeni valjanjem. Kao takav se ni zašto ne koristi zbog tzv. kositrene kuge, već se je upotrebljava slitina kositra i olova u lemljenju (poznata je pod nazivom „lem“). Rabi se u elektrotehnici pri izradbi kondenzatora i za zamatanje živežnih namirnica (čokolade, desertnoga sira, bombona i dr.). U novije doba zbog olova se zamjenjuje mnogo jeftinijim aluminijskim folijama.

## Kositrovi spojevi
Organski spojevi kositra mogu biti jako toksični.
- Kositrov(II) klorid (SnCl2) je najvažniji reducens od svih kositrovih halogenida, a primjenjuje se u bojadisarstvu kao sredstvo za pripremu površine (kao močilo, najčešće u bojadisarskom tisku). Elektrolit je pri kositrenju, snažno redukcijsko sredstvo u proizvodnji polimera i bojila, katalizator u organskoj sintezi.
- Kositrov(IV) klorid (SnCl4) služi kao močilo za bojila, stabilizator boja i mirisa, katalizator, sredtvo za nanošenje nevidljivoga, tankog sloja kositrova oksida na staklo, koje tako dobiva posebna mehanička, električna i optička svojstva, pa se rabi u elektronici, optičkoj i zrakoplovnoj industriji.
- Kositrov(II) fluorid (SnF2) sastojak je zubnih pasta (prevencija od karijesa).
- Kositrov(IV) oksid (SnO2, kasiterit) služi za potamnjivanje emajla i proizvodnju mliječnoga i mutnoga stakla. Odavna služi u keramici za proizvodnju glazura i pigmenta (fajansa), katalizator je i abraziv.
- Kositrov(IV) hidroksid (Sn(OH)4) služi u bojadisarstvu.
- Cassiev purpur je crvena boja za staklo ili emajl sastoji se iz kositrovog(II) oksida i koloidnog zlata, dobivena iz kositrovog(II) klorida i zlatovog(III) klorida.
- Fajans je vrsta keramike s bijelom ili žućkastom kositar-olovo glazurom; za umivaonike; umjetnički ukrašena fajansa naziva se majolika.

### Organometalni spojevi kositra
Organometalni spojevi kositra od svih se organometalnih spojeva najviše primjenjuju; oni koji nisu otrovni služe kao stabilizatori u proizvodnji polimernih materijala, kao očvršnjivač i katalizatori, dok su oni koji su otrovni ekološki prihvatljiviji poljoprivredni biocidi, jer djeluju selektivno, a raspadaju se na neotrovne spojeve.

## Kositrenje
Kositrenje se provodi elektroplatiniranjem ili uronjavanjem lima u rastaljeni kositar.

## Tehničke osobine
Gustoća 7,30 g/cm3.
Entalpija taljenja 7,1 pri t.t., kJ mol−1.
Entalpija isparavanja 259 pri t.t., kJ mol−1.
Specifični toplinski kapacitet 0,228 J/(g x K)
Toplinska provodnost 0,666 W/(cm x K)
Električna provodnost 0,0917 x 106 S/cm